# Église centrale de Pori
L'église centrale de Pori (en finnois : Keski-Porin kirkko) est une église luthérienne de style néogothique située au centre de la ville de Pori en Finlande occidentale. Il s'agit de la plus grande église de la région de Satakunta, et une des plus grandes de Finlande. L'église est la plus importante de la ville de Pori.

## Architecture
L'église fut construite entre 1859 et 1863, année de son inauguration. 
L'église fut dessinée par Georg Theodor von Chiewitz et Carl Johan von Heideken. 
L'église, de style néogothique, est connue pour son clocher en fonte. 
Le clocher est haut de 72 mètres. 
La décoration intérieure est représentative du style du nationalisme romantique de la fin du XIXe siècle. 
Les peintures intérieures de 1898 sont dues à l'architecte August Krook.
Les vitraux de l'église, réalisés en 1923, sont l'œuvre de Magnus Enckell. 
Le retable qui représente l’ascension du Christ est peint par Robert Wilhelm Ekman.

## Galerie

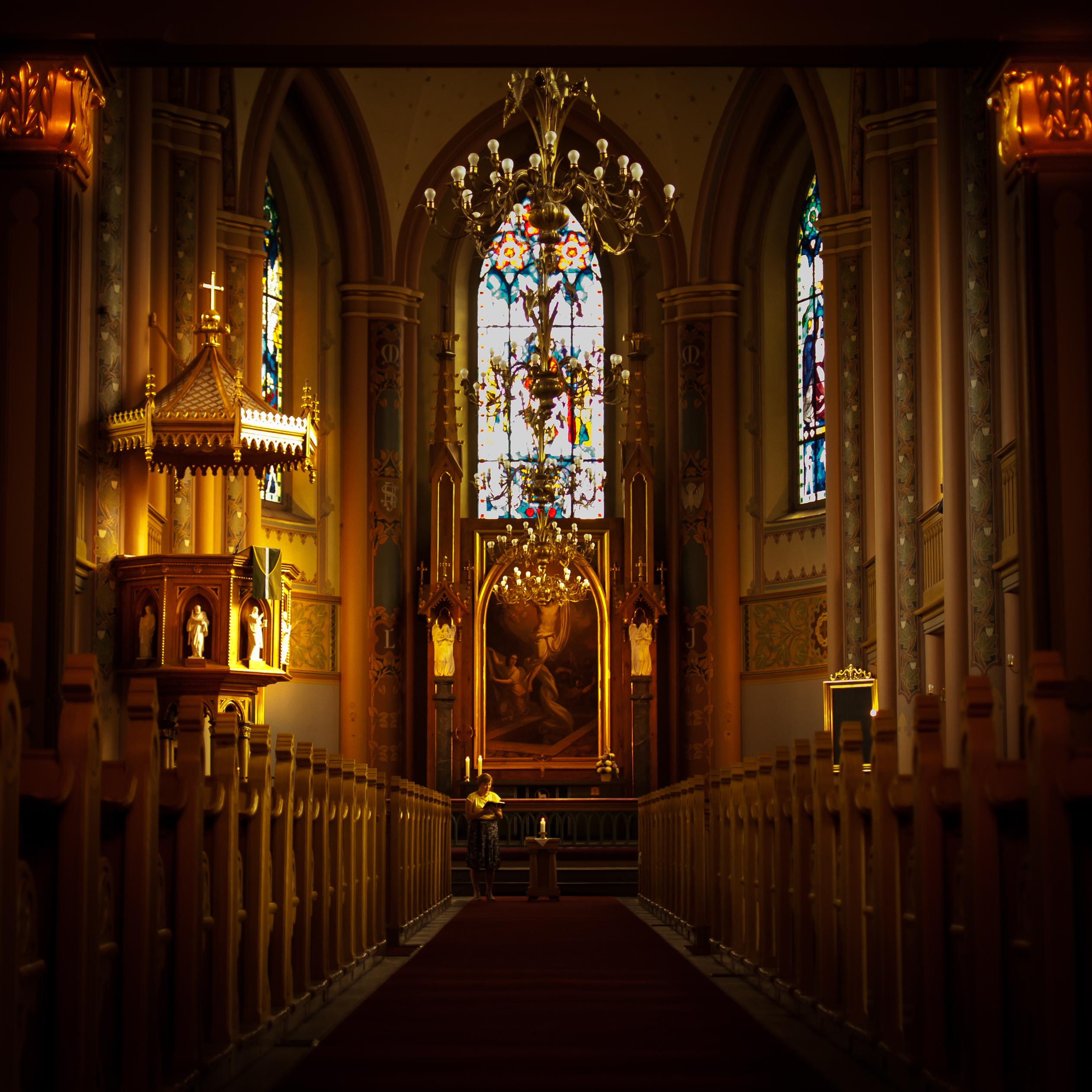
L’intérieur.
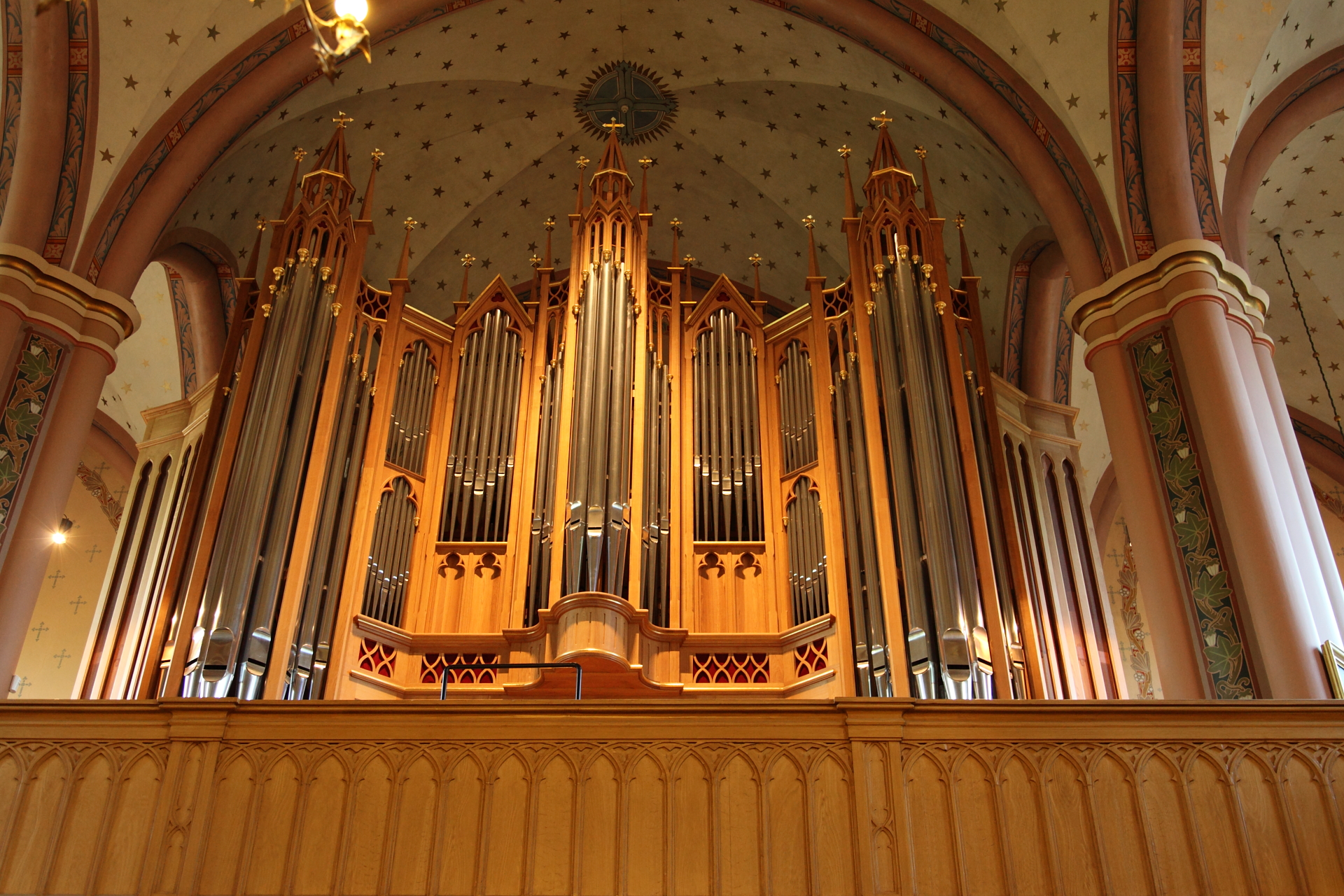
Les orgues de Paschen Kiel.
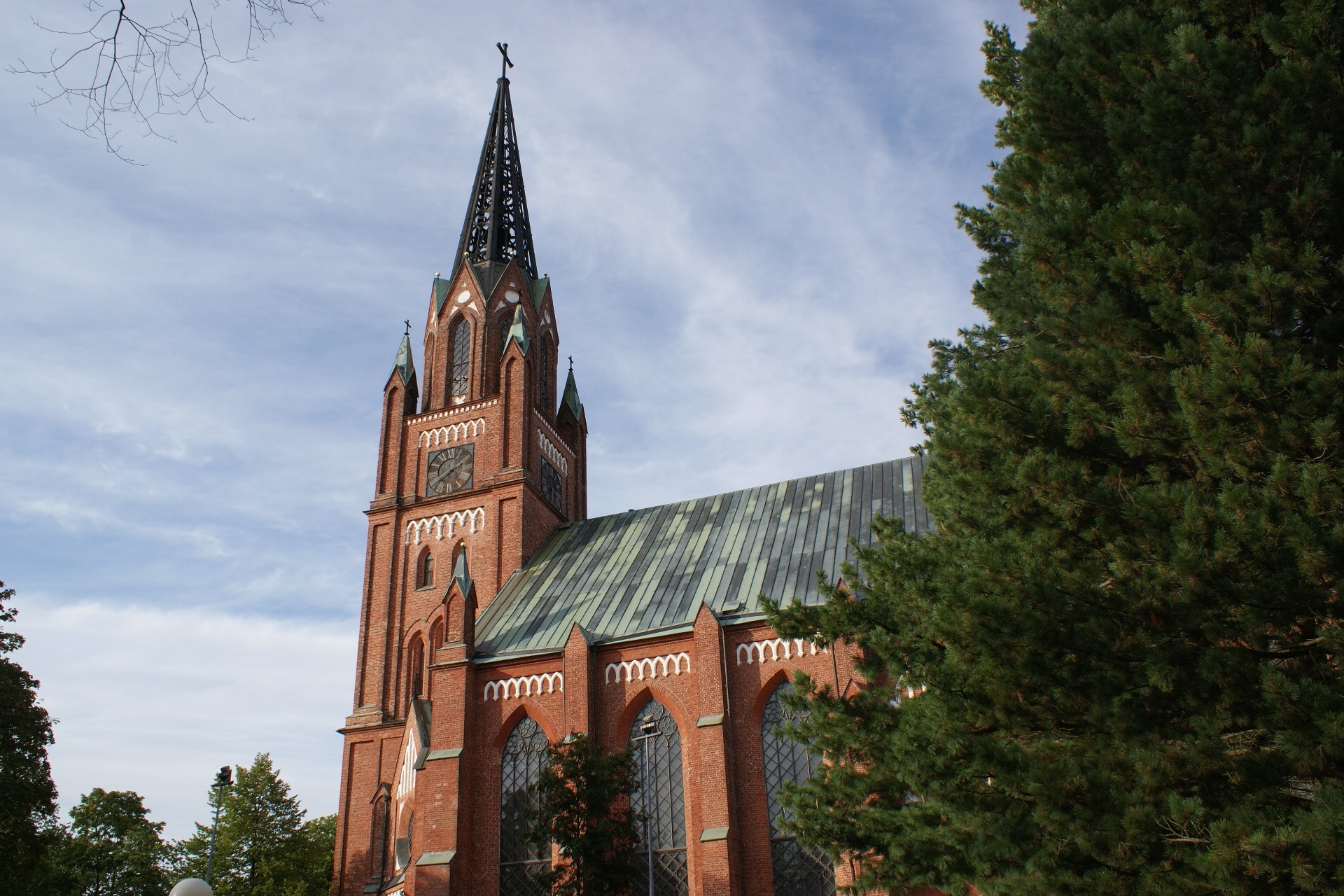
L'église centrale de Pori.
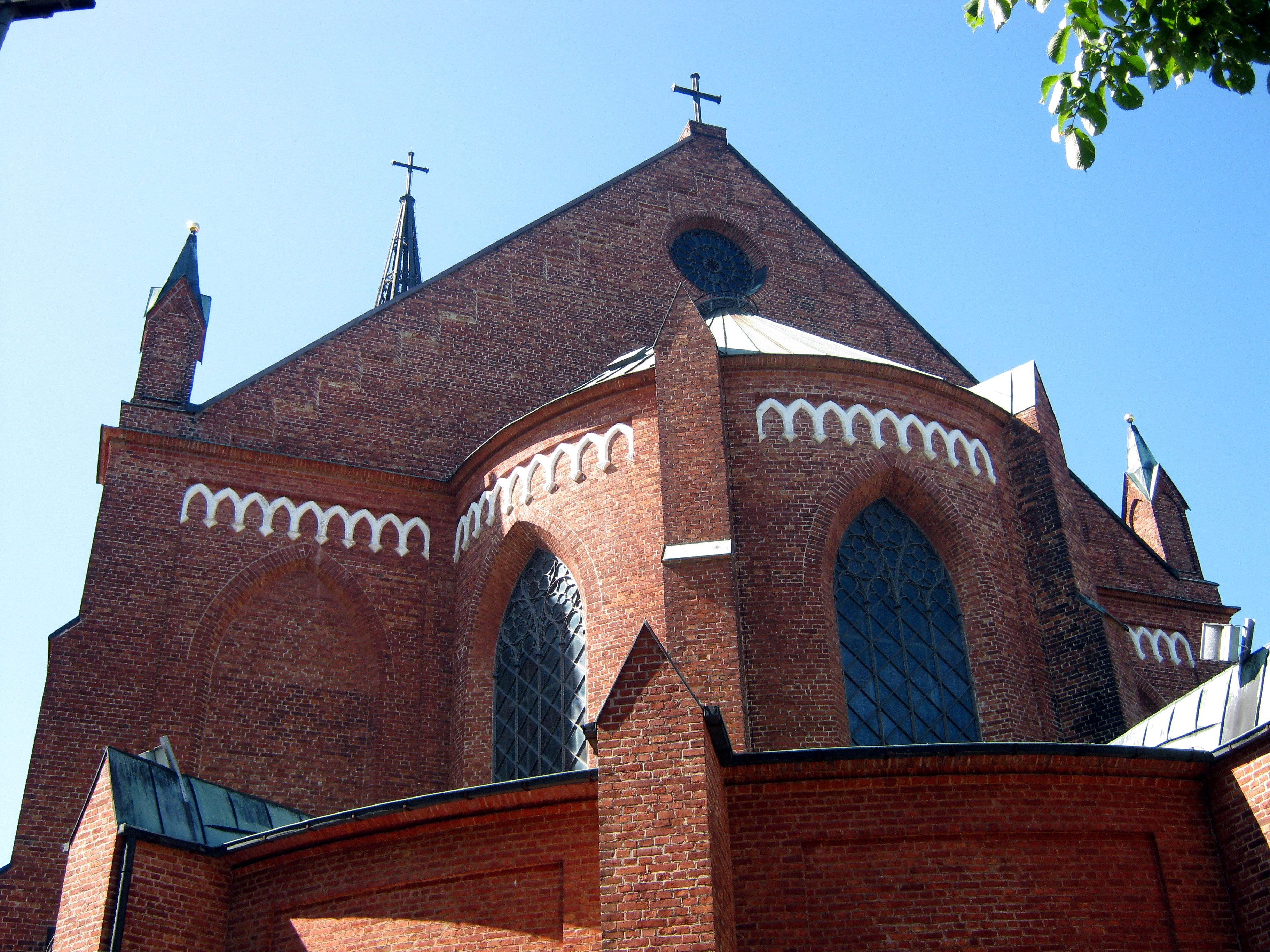
L'arrière.